# Championnat du Turkménistan de football 2016
Navigation
Saison 2015 Saison 2017
La saison 2016 du Championnat du Turkménistan de football est la vingt-quatrième édition de la première division au Turkménistan. La compétition rassemble les dix meilleurs clubs du pays qui sont regroupés au sein d'une poule unique et s'affrontent quatre fois, deux à domicile et deux à l'extérieur. En fin de saison, le dernier du classement est relégué et remplacé par la meilleure formation de deuxième division.
C'est le club du FK Altyn Asyr, double tenant du titre, qui remporte à nouveau la compétition après avoir terminé en tête du classement final, avec vingt-trois points d'avance sur le FC Balkan. Il s'agit du troisième titre de champion du Turkménistan de l'histoire du club, qui réussit un nouveau doublé en s'imposant en finale de la Coupe du Turkménistan face au FK Achgabat.

## Les clubs participants
- FK Altyn Asyr
- FC Balkan
- Merw Mary
- Şagadam Türkmenbaşy
- FK Ahal Änew
- Yedigen Achgabat[1]
- Köpetdag Achgabat - Promu de Birinchi Liga’’
- Turan Dashoguz[2]
- FK Achgabat
- Energetik Mary

## Compétition
Le barème de points servant à établir le classement se décompose ainsi :
- Victoire : 3 points
- Match nul : 1 point
- Défaite : 0 point

### Classement
| Rang | Équipe              | Pts | J  | G  | N  | P  | Bp  | Bc  | Diff |
| ---- | ------------------- | --- | -- | -- | -- | -- | --- | --- | ---- |
| 1    | FK Altyn Asyr'T'C   | 95  | 36 | 30 | 5  | 1  | 108 | 19  | +89  |
| 2    | FC Balkan           | 72  | 36 | 22 | 6  | 8  | 42  | 37  | +5   |
| 3    | Energetik Mary      | 67  | 36 | 20 | 7  | 9  | 54  | 39  | +15  |
| 4    | FK Ahal Änew        | 62  | 36 | 18 | 8  | 10 | 63  | 42  | +21  |
| 5    | Merw Mary           | 57  | 36 | 17 | 6  | 13 | 42  | 36  | +6   |
| 6    | FK Achgabat         | 52  | 36 | 14 | 10 | 12 | 43  | 38  | +5   |
| 7    | Köpetdag AchgabatP  | 39  | 36 | 11 | 6  | 19 | 37  | 63  | -26  |
| 8    | Şagadam Türkmenbaşy | 32  | 36 | 8  | 8  | 20 | 19  | 38  | -19  |
| 9    | Yedigen Achgabat    | 22  | 36 | 6  | 4  | 26 | 22  | 31  | -9   |
| 10   | Turan Dashoguz      | 10  | 36 | 2  | 4  | 30 | 18  | 105 | -87  |

|  | Qualification pour la Coupe de l'AFC 2017                                                |
|  | Abandon en cours de saison                                                               |
|  | T : Tenant du titre C : Vainqueur de la Coupe du Turkménistan P : Promu de Birinchi Liga |

- Le Yedigen Achgabat abandonne le championnat après la 18e journée. Les matchs restants à disputer sont perdus sur tapis vert sur le score de 0-0. Ce retrait permet au Turan Dashoguz de se maintenir en première division.

## Bilan de la saison
| Championnat du Turkménistan de football 2016 |                          |
| Champion                                     | FK Altyn Asyr (3e titre) |
| Coupes et trophées                           |                          |
| Vainqueur de la Coupe du Turkménistan 2016   | FK Altyn Asyr            |
| Qualifications continentales                 |                          |
| Coupe de l'AFC 2017                          | FK Altyn Asyr            |
| Coupe de l'AFC 2017                          | FC Balkan                |
| Promotions et relégations                    |                          |
| Promus en Yokary Liga                        | Aucun                    |
| Relégués en Birinji Ligasy                   | Yedigen Achgabat         |